# Mopsella aurantia
Mopsella aurantia is een zachte koraalsoort uit de familie Melithaeidae. De koraalsoort komt uit het geslacht Mopsella. Mopsella aurantia werd in 1798 voor het eerst wetenschappelijk beschreven door Esper. 